# Conrad Schmidt

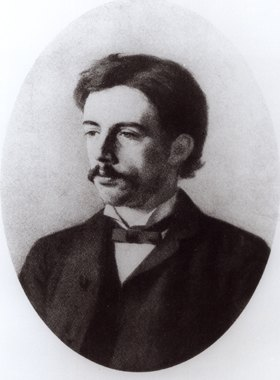
Conrad Schmidt. Fotografie um 1885.

Conrad Schmidt (* 25. November 1863 in Königsberg, Preußen; † 14. Oktober 1932 in Berlin) war ein deutscher Ökonom, Philosoph und Journalist.

## Leben
Conrad Schmidt war der Sohn von Carl Schmidt (1825–1898) und von Katharina Schmidt geb. Rupp (1837–1925). Er war der ältere Bruder der Bildhauerin Käthe Kollwitz. Mitte der 1880er Jahre studierte er in Berlin und promovierte 1886 an der Universität Königsberg mit einer Arbeit Der natürliche Arbeitslohn, in welcher er die Lohn- und Ausbeutungstheorien von Johann Karl Rodbertus und Karl Marx miteinander verglich. Schmidt verwarf die Marxsche Theorie als unbewiesene Hypothese zugunsten der Rodbertuschen, welche auf der Annahme natürlicher Rechte fußte. Nach weiteren Marx-Studien revidierte Schmidt dieses Urteil und wurde ein Anhänger des Marxismus.
Schmidt wandte sich einem Problem zu, welches Friedrich Engels 1885 im Vorwort zum 2. Band von Das Kapital gestellt hatte. Er kündigte Engels seine Lösung an, worauf auf Fürsprache von Engels und Karl Kautsky hin 1889 die Schrift Die Durchschnittsprofitrate auf Grundlage des Marx'schen Werthgesetzes erscheinen konnte. Den Preis erhielt aber Peter Fireman.
Schmidt machte die Bekanntschaft von Friedrich Engels, bei dem zuhause er mehrere Abende verbrachte. Es ist ein reger Briefwechsel zwischen beiden überliefert, aus dem insbesondere die Briefe von Engels an Schmidt am 27. Oktober 1890 und vom 12. März 1895 als wichtige Dokumente des Marxismus gelten.

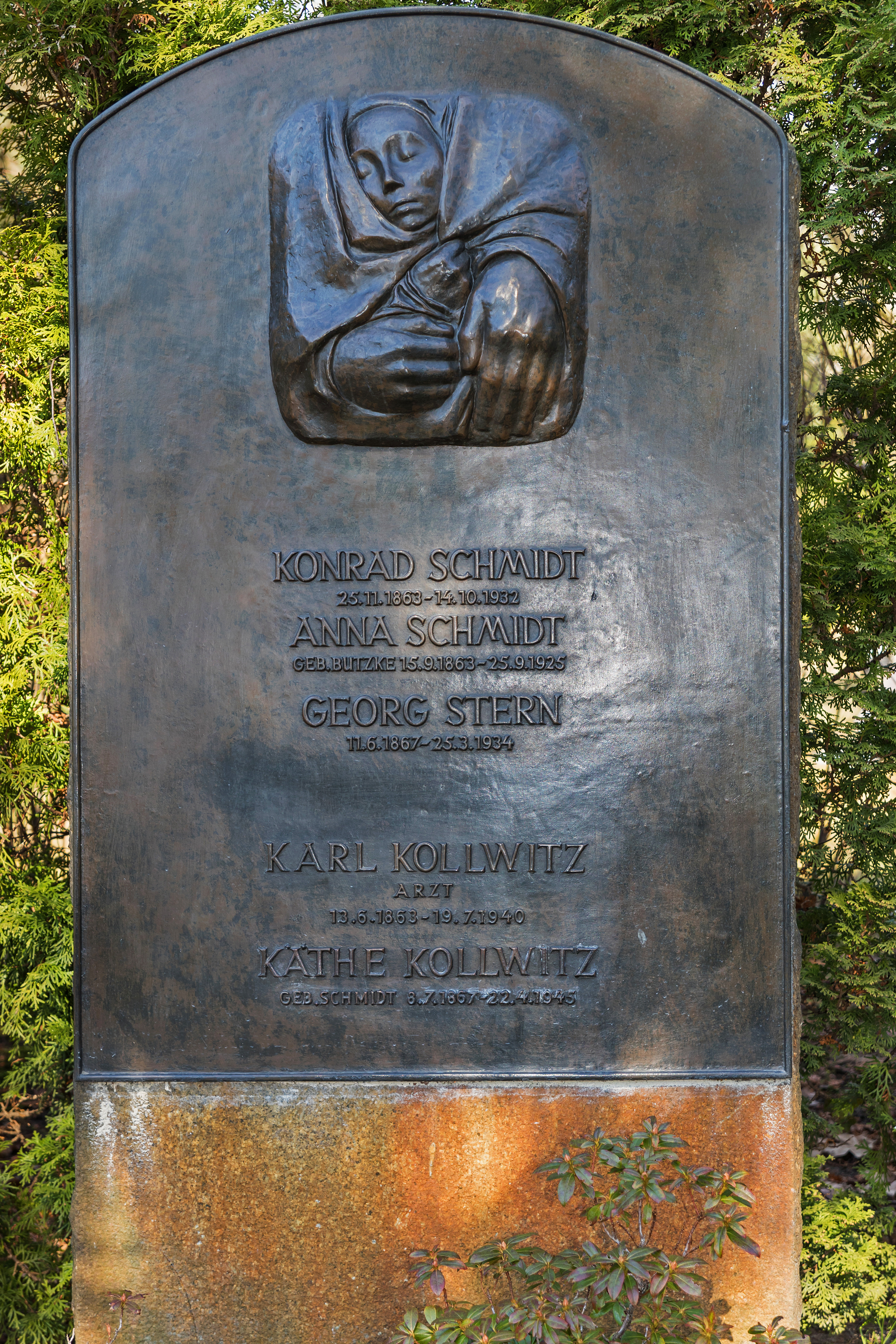
Grabstätte

1890 trat er auf Zuraten von Engels eine Stellung in der Schweiz als Redakteur bei der Züricher Post an. Er wandte sich zunehmend von einem irrtümlicherweise Friedrich Engels zugeschriebenem ökonomischen Determinismus ab, und Neukantianischen Positionen zu. Er betonte die ethischen Aspekte der Arbeiterbewegung wie Opferbereitschaft, Pflichtbewusstsein und Parteitreue. Nach Ansicht Schmidts sind diese Eigenschaften entstanden aus ursprünglichen animalischen überegoistischen Instinkten, welche sich bei den Lebewesen im Verlauf der Evolution zur Erhaltung der eigenen Gattung herausgebildet hätten, und im Menschen mehr und mehr bewusst gemacht und rationalisiert, und nunmehr von der Arbeiterklasse verkörpert würden. Da Schmidt für sich keine Möglichkeit einer akademischen Karriere in der Schweiz sah, kehrte er 1895 nach Berlin zurück, wo er Mitarbeiter der sozialdemokratischen Wochenzeitung Vorwärts wurde. Er war Vorsitzender der Freien Volksbühne von 1897 bis 1918. 1919 ernannte Konrad Haenisch ihn zum Professor am Berliner Polytechnikum.
Conrad Schmidt wurde in der Künstlerabteilung des Berliner Zentralfriedhofs Friedrichsfelde beigesetzt. Den Grabstein schuf seine Schwester Käthe Kollwitz. Conrad Schmidt war mit Anna Butzke (1863–1924) verheiratet.

## Werke
- Der natürliche Arbeitslohn. Gustav Fischer, Jena 1886. (Dissertation Phil. Universität Königsberg) Universitäts- und Stadtbibliothek bibliothek Köln – Königsberger Dissertationen
- Die Durchschnittsprofitrate auf Grundlage des Marx'schen Werthgesetzes. J. H. W. Dietz, Stuttgart 1889. Digitalisat
- Soziale Frage und Bodenverstaatlichung. Verlag der Berliner Volkstribüne, Berlin 1890. Digitalisat
- Spinoza, ein Vorkämpfer der neuen Weltanschauung. Vortrag gehalten von Conrad Schmidt. Rubenow in Kommission, Berlin 1890.
- Nachträgliche Bemerkungen zur Bernstein-Diskussion. In: Sozialistische Monatshefte. 3 = 5(1899), Heft 10, S. 493–499. Digitalisat
- Genosse Mehring und die Freie Volksbühne. In: Die neue Zeit. Revue des geistigen und öffentlichen Lebens. 18.1899-1900, 2. Band (1900), Heft 48, S. 659–662. Digitalisat
- Eine Philosophie des Geldes. In: Socialistische Monatshefte. 5 = 7(1901), Heft 3, S. 180–185, Digitalisat
- Die psychologische Richtung in der National-Oekonomie. In: Die neue Zeit. Revue des geistigen und öffentlichen Lebens. 10.1891-92, 2. Band (1892), Heft 41, S. 459–464. Digitalisat
- Sombarts Buch über den modernen Capitalismus. In: Socialistische Monatshefte. 6 = 8(1902), Heft 9, S. 678–685. Online
- Zur Theorie der industriellen Reservearmee. In: Socialistische Monatshefte. 8 = 10(1904), H. 2, S. 120–128. Digitalisat
- Zur Erinnerung an Karl Marx. In: Sozialistische Monatshefte. 12 = 14(1908), H. 5, S. 265–272. Digitalisat
- Zur Methode der theoretischen Nationalökonomie. In: Sozialistische Monatshefte. 21(1915), Heft 10, S. 492–502.
- Briefe von Friedrich Engels an Conrad Schmidt.
  - Vorbemerkung des Empfängers. In: Sozialistische Monatshefte. 26(1920), Heft 11, S. 662–667. Digitalisat
  - London 12. 1889. In: Sozialistische Monatshefte. 26(1920), Heft 12, S. 740–744. Digitalisat
  - London 12. April 1890. In: Sozialistische Monatshefte. 26(1920), Heft 13, S. 794–797. Digitalisat
  - London 27. Oktober 1890. In: Sozialistische Monatshefte. 26(1920), H. 14, S. 871–876. Digitalisat
  - Ryde Insel Wight 1. Juli 1891. In: Sozialistische Monatshefte. 26(1920), Heft 15, S. 948–951. Digitalisat
  - London 4. Februar 1892. In: Sozialistische Monatshefte. 26(1920), Heft 16, S. 1000–1007. Digitalisat
  - London 12. März 1895 Digitalisat
- Zu Friedrich Engels 100. Geburtstag. In: Sozialistische Monatshefte. 26(1920), H. 16, S. 995–999. Digitalisat
- Geld und "Schwundgeld"-Zauberei, Silvio Gesells Erlösungsbotschaft. J. W. W. Dietz Nachf., Berlin 1924.
- Nach der Lassallejahrhundertfeier. In: Sozialistische Monatshefte. 31(1925), H. 5, S. 259–263. Digitalisat
- Friedrich Engels: Herrn Eugen Dührings Umwälzung der Wissenschaft. Mit einem Rückblick von Prof. Conrad Schmidt. 11. unveränd. Aufl. J. W. W. Dietz Nachf., Berlin 1928.